# حسین‌آباد (مخت)
حسین‌آباد، روستایی از توابع بخش مرکزی شهرستان نیک‌شهر در استان سیستان و بلوچستان ایران است.

## جمعیت
این روستا در دهستان مخت قرار دارد و براساس سرشماری مرکز آمار ایران در سال ۱۳۹۵، جمعیت آن ۱۶۵ نفر (۳۸ خانوار) بوده‌است.